# سرا ییلماز
سرا ییلماز (به ترکی استانبولی: Serra Yılmaz؛ زادهٔ ۱۳ سپتامبر ۱۹۵۴) هنرپیشه اهل ترکیه است. وی از سال ۱۹۸۳ میلادی تاکنون مشغول فعالیت بوده‌است.
از فیلم‌ها یا برنامه‌های تلویزیونی که وی در آن نقش داشته‌است می‌توان به پنجره‌های روبرو، صدا و باشگاه بازندگان اشاره کرد.